# گمینا پنپووو
گمینا پنپووو (به لهستانی:  Gmina Pępowo) یک گمینا در لهستان است که در شهرستان گوستنگ واقع شده‌است. گمینا پنپووو ۸۶٫۷۱ کیلومتر مربع مساحت و ۵٬۹۹۱ نفر جمعیت دارد.